# Blowback (FlashForward)
«Blowback» es el decimotercer episodio de la primera temporada de la serie de televisión FlashForward, de la cadena ABC. Fue escrito por los guionistas Lisa Zwerling y Barbara Nance y dirigido por Constantine Makris. Fue transmitido en Estados Unidos y Canadá el 25 de marzo de 2009.

## Argumento
- Datos: Q4928560